# Огородникова, Мария Павловна
Мария Павловна Огоро́дникова (2 октября 1941 года, д. Наумовка, Стерлитамакский район БАССР — 15 октября 2015) — спортсменка, тренер. Заслуженный тренер РСФСР (1990) по лёгкой атлетике.

## Биография
Мария Павловна Огородникова родилась 2 октября 1941 года в деревне Наумовка Стерлитамакского района БАССР.
Ветеран труда (2004). Стаж работы 47 лет. Учитель физической культуры высшей категории. Личный фонд Марии Павловны Огородниковой хранится в городском архиве Салавата.

### Тренерская карьера
Подготовила двух мастера спорта международного класса (среди них Р. М. Бурангулова), 15 мастеров спорта, 42 КМС, более 500 спортсменов массовых разрядов. С 1972 года преподавала физкультуру в строительном техникуме Стерлитамака, с 1975 заместитель директора по физвоспитанию в химико-технологическом техникуме (оба — г. Стерлитамак).
С 1977 года — тренер по лёгкой атлетике Башкирского областного совета ДСО «Спартак», с 1987 года — ФСО профсоюзов, с 1996 года преподавала физкультуру в лицее № 8 г. Салавата.

## Награды
Награждена медалью ВЦСПС «За развитие многоборья ГТО» (1968).